# 保守派 (洋务运动)
保守派，又称顽固派、守旧派等，是洋务运动时期与洋务派针锋相对的政治派别，与清流派有一定重合。

## 简介
19世纪60—90年代的洋务运动，又称同光中兴或“自强运动”。体制内一批改革派官僚，主张大力引进西方现代科学技术，创办新式工业，培养新型人才，训练新式军队，被称为洋务派。代表人物包括奕䜣、左宗棠、曾国藩、李鸿章、张之洞等，知识分子包括魏源等。
反对洋务派的官僚包括倭仁、徐桐、李鸿藻及后期的张家骧等，这批人多数为熟读经书的文人学士出身的文员，主张儒教传统立国。 也有立场居中者，如郭嵩焘对守旧派的顽固立场予以痛斥，也对洋务派的迷信炮舰政策提出批评。
洋务派和保守派发生了三次大规模论争：1860年代关于同文馆招收科甲正途人员入天文算学馆的争论；1870年代关于应否停造轮船的争论；1880年代关于修筑铁路的争论。19世紀末大清被投入西洋化的日本擊敗以及義和團內亂打擊，勝負已分，遂分崩離析。